# 侵食
| - 地球表面の進化を決定する浸食、運搬、堆積の法則は何か。 |

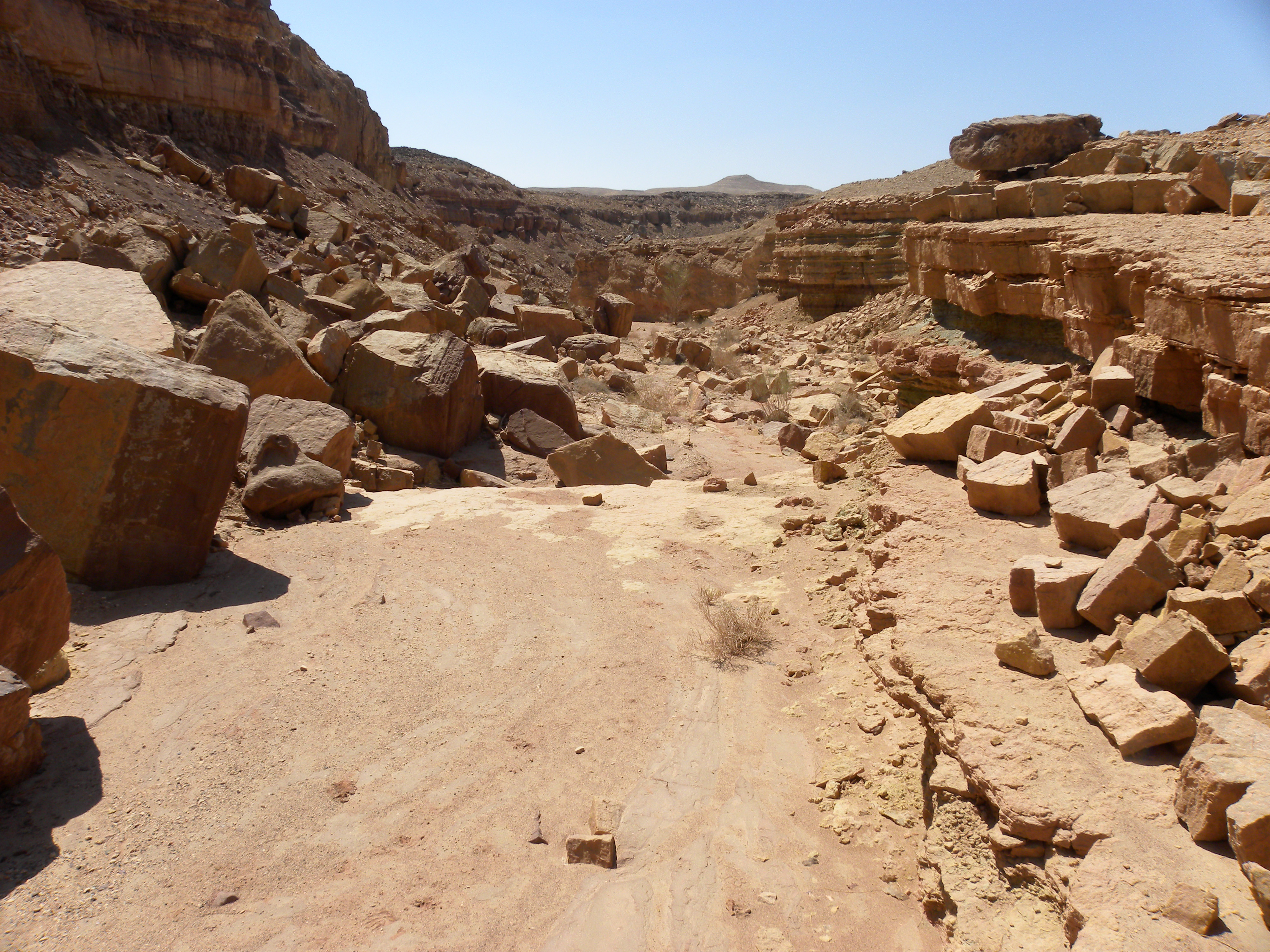
NegevWadi -2009-

侵食（しんしょく、侵蝕とも。erosion）は、水や風などの外的営力により岩石や地層が削られること。浸食（浸蝕）と表記する場合もあるが、水に「浸る」とは限らないため、学術的には侵食の表記を用いる。
水の場合は雨水およびそれが流れたものから河川の流れ、海や湖の波、氷河などが原因（scoring）。水流そのものによって物理的侵食をする場合を「洗掘」、長時間にわたって堅い岩盤などが摩耗されることを「磨食」と区別することもある。
風の場合は風そのもののほか、風で飛ばされてくる砂粒によって削られる（サンドブラスト状態）ことも多い。これは風食（deflation）と呼ばれることもある。また、貝類やウニなどによって石灰岩などが侵食されることを生物侵食（bioerosion）という。

## 河川プロセスにおける侵食

### 河川の物理的侵食作用
下刻作用（下方侵食）
河床を掘り下げる作用。下刻がおこると、河床が低下し下流側の勾配が小さくなり、流れの運搬・侵食力が低下する。
側刻作用（側方侵食）
横に向かって河岸を削り、川幅を広げる作用。河床勾配の変化はおこさず、荷重の供給量を増加させ、侵食余力（運搬力の余剰分）を少なくする。
谷頭侵食（頭方侵食・頭部侵食・後退侵食）
河谷の最上流部において、地中のパイプの天井崩落やパイプ流出口の侵食などにより河道を上流側へと伸ばす作用。侵食は斜面の基部付近で地中流が噴出した地点や、地中のパイプが地表に露出した地点で発生しやすい。湿潤地域の河道は、こうした地下水や側方浸透流からの湧水出口のサッピング（地下水流による侵食）によって形成される。。

### 河床の形態別による侵食作用
河床が岩盤からなる河川を岩床河川（岩盤河川とも）、堆積作用による沖積層からなる河川を沖積河川というが、河川の侵食は、これら河床の形態によって大きく異なる。

#### (1)岩床河川の侵食
溶食
河床の岩盤に河川水が接触して、岩盤中の岩石・鉱物が溶解されること。特に石灰岩のような炭酸塩岩で顕著であり、炭酸が岩石を溶解し、溶流として運搬する。
磨耗（削磨・磨食とも）
河川水が岩盤を研磨したり削り取ったりすること。流水中を運搬される砂礫が、河床に衝突したり引きずられたりすることで生じるのが一般的であり、河床を削り込むことにもっとも強く関与する。磨耗速度は、岩盤の強度や運搬される砂礫の特性・砂礫の運動エネルギーなどが関与する。大量の砂礫を運搬する洪水時に磨耗が大きくなりやすいが、岩屑量が河川の運搬能力以上に多いと、むしろ岩盤が覆い隠され侵食は生じない。
磨滅
砂礫が河床の衝突で削れたり磨かれること。あるいは、砂礫どうしの衝突や摩擦で細粒になったり円磨されたりする作用。岩床河川の甌穴はこの作用によるものである。
プラッキング
岩盤の割れ目から剥離される現象で、岩盤に層理面や節理面などの割れ目が多いと起こりやすい。
キャビテーション（空洞現象）
高速な流水下の局所的な圧力低下とその復元により岩盤が破壊される現象。ダムの放水口や滝など、流速が特に大きい場所に限って生じる。ただし、室内実験による検証では、岩盤河床における影響はほとんどないとの報告もある。

#### (2)沖積河川の侵食
沖積河川のある区間での侵食・堆積は、区間に流入する土砂と流出する土砂のバランス（土砂収支）できまる。
デグラデーション（減傾斜作用）
土砂の流出量が流入量を上回り、河床が侵食されて低下すること。例えば、ダム建設によりダムに土砂が堆積する一方、下流側では河床が侵食される例が挙げられる。逆に流入量が上回り河床が上昇することは、アグラデーション（増傾斜作用）と呼ばれ、上流部の侵食やマスムーブメント、採鉱など人為的活動などが要因となる。
洗掘
洪水時に河床が大きく侵食されること。逆に、河床に堆積して凹地が埋められることを埋積という。

## 侵食によってできた地形の例
グランドキャニオン（アメリカ合衆国）
地殻変動により隆起した地層がコロラド川によって削られ、平坦な高原に断崖が切り込む現在の地形となっている。
カッパドキア（トルコ）
凝灰岩が雨によって侵食され、残った部分が円錐形 - キノコ型の奇岩群となっている。
桂林（中華人民共和国）
石灰岩が雨水によって化学的に溶解し（侵食の一種で溶食という）、大規模なカルスト地形となっている。